# Fria Frankrike
Det Fria Frankrike (franska: France libre), var en organisation utropad av general Charles de Gaulle i London under ett radiotal i BBC den 18 juni 1940 för att fortsätta kampen mot Nazityskland vilket hade ockuperat Frankrike och som en motsats till Vichyregimen vilken ansågs vara en marionettregering. Organisationen som erkändes av Storbritannien den 28 juni 1940  (men inte av USA, något som bidrog till frostigare relationer mellan de båda länderna), gjorde anspråk på att representera det riktiga Frankrike. Delar av det franska imperiet kom att ansluta sig till det fria Frankrike. 
Organisationen fick en fastare form den 24 september 1941 genom bildandet av Comité national français under ledning av de Gaulle. På programmet stod: befrielse av Frankrike, genomföra folkomröstning och införa nya institutioner.  Fria Frankrike bildade den 3 juni  1943 i Alger Comité français de la Libération nationale (Franska kommittén för nationell befrielse) som i juni 1944 övergick i Frankrikes provisoriska regering  (Gouvernement provisoire de la République française) .